# 860 (szám)
A 860 (római számmal: DCCCLX) egy természetes szám.

## A szám a matematikában
A tízes számrendszerbeli 860-as a kettes számrendszerben 11010111100, a nyolcas számrendszerben 1534, a tizenhatos számrendszerben 35C alakban írható fel.
A 860 páros szám, összetett szám, kanonikus alakban a 22 · 51 · 431 szorzattal, normálalakban a 8,6 · 102 szorzattal írható fel. A számnak tizenkettő osztója van a természetes számok halmazán, ezek növekvő sorrendben: 1, 2, 4,  5, 10, 20, 43, 86, 172, 215, 430 és 860.
A 860 négyzete 739 600, köbe 636 056 000, négyzetgyöke 29,32575, köbgyöke 9,50968, reciproka 0,0011627.